# Marcus Vinicius (consul en 30)
Pour les articles homonymes, voir Marcus Vinicius.
Marcus Vinicius (v. 5 av. J.-C. - 46 ap. J.-C.) est un consul romain en 30 et 45, époux de Julia Livilla, fille de Germanicus et petit-fils de Marcus Vinicius.

## Biographie
Né à Calès (auj. Calvi Risorta, dans l'actuelle province de Caserte), cité romaine de Campanie, près de Capoue, Marcus Vinicius commence sa carrière sénatoriale en l'an 20 ap. J.-C. en tant que questeur. 
En 30, il est consul avec Caius Cassius Longinus. C'est à cette date que l'historien Velleius Paterculus lui dédie son ouvrage.
En 33, il épouse Julia Livilla, fille de Germanicus,. Il est adlecté parmi les patriciens au début du règne de son beau-frère Caligula.[réf. nécessaire]
Entre 39 et 40, il est proconsul d'Asie.
Il accompagne Claude durant la conquête de la Bretagne et reçoit les honneurs d'un triomphe. En 45, il est consul pour la seconde fois avec pour collègues Titus Statilius Taurus Corvinus.
Il est tué en 46 sur l'ordre de Messaline.